# Василей (фестиваль)
«Василей» (коми Василей гаж) — республиканский фестиваль современной коми национальной песни, который проводится ежегодно в селе Усть-Кулом Усть-Куломского района Республики Коми. Участниками фестиваля являются не профессионалы, а композиторы-самоучки.

## Дата проведения
Фестиваль «Василей» проводится в ночь с 13 на 14 января, в канун Старого Нового года. Это связано с тем, что, во-первых, это день именин у Василиев, которые являются «отцами» праздника. 13 января по народному календарю — день Святого Василия. Во-вторых, в традиционной культуре коми Васильев день был в особой почтении, а присущие народной традиции обычаи и обряды используются в современном фестивале «Василей».

## Происхождение названия фестиваля
Название праздник получил от имени своих организаторов — трех Василиев:
- Василий Лодыгин — член Союза писателей России, коми поэт, композитор, заслуженный работник культуры Российской Федерации.
- Василий Гущин — композитор, заслуженный работник культуры Республики Коми.
- Василий Чувьюров — композитор, заслуженный работник культуры Республики Коми.

## История
Начало истории праздника связано с одним из Василеев — Василием Лодыгиным. Он решил дома с друзьями вспомнить и спеть коми песни, которые пели еще их бабушки и дедушки. Именно так они решили, а почему бы не проводить праздник и для всех остальных желающих села.
В 1994 году состоялся первый районный праздник, который сразу стал популярным среди местных жителей. В 1996 году праздник стал региональным. Традиционно на фестиваль приходят высшие лица республики, деятели культуры и искусства.
Сценарий праздника меняется каждый год, однако неизменным остается сочетание народного гулянья с конкурсом новых песен на коми языке. До начала гала-концерта фестиваля на площади перед районным Домом культуры обычно разворачиваются народные гулянья с песнями и танцами под гармошку, ряженьем. По окончании конкурсной программы проводится зрительское голосование.

## Герб
В 2007 году фестивалю был предложен «герб» — три камня. Они символизируют трех Василиев — организаторов, а росток посередине — восхождение народной песни. Но местные жители не одобрили данный рисунок, не поняв смысл данной аллегории и окрестили рисунок «три проросшие картошки».

## Участники
Постоянными участниками конкурса являются самодеятельные композиторы-организаторы Василий Лодыгин, Василий Гущин, Василий Чувьюров.
Данный праздник претендует на международное признание. На этот музыкальный турнир коми композиторов съезжаются представители не только Республики Коми, но и гости из финно-угорских регионов России: Удмуртии, Марий Эл, Мордовии, Коми-Пермяцкого национального округа, и стран: Венгрии, Эстонии, Финляндии.

## Результаты
По итогам фестиваля выявляются лучшие исполнители коми песни, которым присваиваются различные номинации. Лучшие песни публикуются в сборниках, издаются диски. Отзываясь о конкурсе самодеятельных композиторов, председатель Союза композиторов Республики Коми, Заслуженный деятель искусств РФ и Республики Коми Михаил Герцман отметил: «Композиторский конкурс — довольно редкое явление. А уж конкурс самодеятельных композиторов — вещь и вовсе уникальная».